# Kocsani
Kocsani (macedónul: Кочани [ˈkɔːt͡ʃan̪i] (segítség·infó)) város és az azonos nevű község székhelye Észak-Macedóniában, Szkopjétől 120 km-re. A város mottója: a rizs és a geotermikus víz városa.

## Földrajz és népesség
A város a Kocsani-völgy északi oldalán fekszik a Kocsani-folyó partján. A város északi részén emelkedik az Oszogovo-hegy. A völgyet délen, mintegy 8 km-re a Placskovica-hegy zárja le.
A községhez tartozó települések: Bezikovo, Beli, Vraninci, Glavovica, Gorno Gracse, Gorni Podlog, Grdovci, Dolno Gracse, Dolni Podlog, Jasztrebnik, Dosztin Dol, Kocsani, Leski, Mojanci, Nebojani, Novo Szelo, Nyivicsani, Orizari, Pantelej, Pasadzsikovo, Polaki, Preszeka, Pribacsevo, Pripor, Rajcsani, Recsani, Trkanye, Crvena Nyiva.
Kocsani területe 18,6 km², lakóinak száma 28 330 fő, mely a várost az ország keleti részének harmadik regionális központjává teszi:
| Lakosok száma | 6657 | 8034 | 11 011 | 17 257 | 23 378 | 27 236 | 26 364 | 28 330 | 24 632 |
|               | 1948 | 1953 | 1961   | 1971   | 1981   | 1991   | 1994   | 2002   | 2021   |

## Etnikai megoszlás
- Macedón: 90,3%
- Cigány: 5,0%
- Török: 3,0%
- Vlach: 0,5%
- Szerb: 0,2%
- Egyéb: 1,0%

## Vallási megoszlás
- Ortodox: 96%
- Muszlim: 3%
- Római katolikus: 0,3%
- Egyéb: 0,7%

## Éghajlata
Az éghajlat enyhe, kontinentális. Az átlaghőmérséklet 12,9 °C, az évi csapadék 538 mm.

## Testvérvárosai
- Kazanlak, Bulgária
- Kőrös, Horvátország
- Yenifoca, Törökország
- Perejaszlav, Ukrajna
- Szigetszentmiklós, Magyarország
- Törökkanizsa, Szerbia